# Negación del antecedente
En lógica, la negación del antecedente, también llamado error inverso, es una falacia formal. Esta se comete al tomar una afirmación condicional verdadera («si pasa A, entonces pasará B»), e incorrectamente afirmar su inversa («si no pasa A, entonces no pasará B»). Esto es un error, porque el consecuente B puede tener otras razones para ocurrir aparte de A.
Nótese que, aunque la negación del antecedente es un argumento erróneo, la negación del consecuente sí es, en cambio, una forma de argumento válida.

## Ejemplos
La falacia de la negación del antecedente tiene esta forma argumental:
1. Si pasa A, entonces pasará B
2. No pasa A.
3. Por lo tanto, no pasará  B.

Los argumentos de esta forma son inválidos, porque la verdad de las premisas no garantiza la verdad de la conclusión: podría ser que las premisas fueran todas verdaderas y la conclusión sea falsa. Por ejemplo, el siguiente argumento tiene la forma de una negación del antecedente:
1. Si está nevando, entonces hace frío.
2. No está nevando.
3. Por lo tanto, no hace frío.

Aun cuando ambas premisas sean verdaderas, la conclusión podría ser falsa, porque podría no estar nevando y aun así hacer frío.
Otro ejemplo:
1. Si estudio, aprobaré.
2. No estudié.
3. Por lo tanto, no aprobaré.

La primera premisa solo nos da información sobre lo que sucederá si estudio, pero no dice nada sobre lo que sucederá si no estudio. Podría ser que tenga suerte o me copie, y que, por lo tanto, apruebe, aun sin haber estudiado.